# Дирихле (лунный кратер)
Кратер Дирихле (лат. Dirichlet) — крупный ударный кратер в северной части экваториальной области на обратной стороне Луны. Название присвоено в честь немецкого математика Петера Густава Лежёна-Дирихле (1805—1859) и утверждено Международным астрономическим союзом в 1970 г. Образование кратера относится к позднеимбрийскому периоду.

## Описание кратера

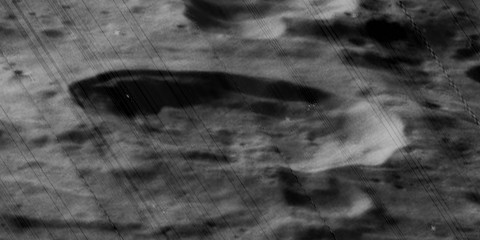
Снимок зонда Lunar Orbiter - V (север справа).

Ближайшими соседями кратера являются кратер Хеньи на севере; кратер Артемьев на востоке; кратер Цандер на юге-юго-востоке; а также кратер Энгельгардт на юго-западе. На юге, в непосредственной близости от кратера Дирихле, находится безымянный маленький кратер с высоким альбедо.. Селенографические координаты центра кратера 10°35′ с. ш. 152°03′ з. д. / 10,58° с. ш. 152,05° з. д., диаметр 47,24 км, глубина 2,3 км.
Кратер имеет близкую к циркулярной форму с небольшим выступом в восточной части, практически не подвергся разрушению. Вал кратера с острой кромкой, на внутреннем склоне просматриваются следы террасовидной структуры. У подножия внутреннего склона по всему его периметру находится осыпь пород. Высота вала над окружающей местностью достигает 1100 м, объем кратера составляет приблизительно 1700 км³. Дно чаши неровное, холмистое, центральный пик отсутствует.

## Сателлитные кратеры

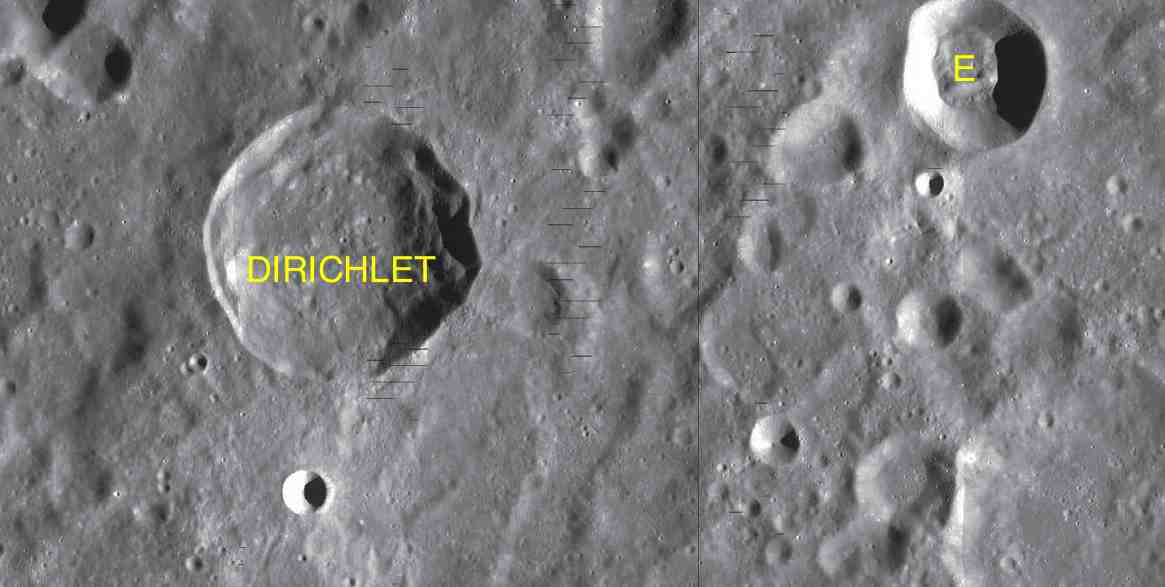
Фрагменты карт LAC-69, LAC-70.

| Дирихле | Координаты                                              | Диаметр, км |
| ------- | ------------------------------------------------------- | ----------- |
| E       | 11°32′ с. ш. 148°26′ з. д. / 11,54° с. ш. 148,44° з. д. | 27,15       |